# Dissipació quàntica
La dissipació quàntica és la branca de la física que estudia els anàlegs quàntics del procés de pèrdua irreversible d'energia observat a nivell clàssic. El seu propòsit principal és derivar les lleis de la dissipació clàssica del marc de la mecànica quàntica. Comparteix moltes característiques amb els temes de la decoherència quàntica i la teoria quàntica de la mesura.

## Models
L'enfocament típic per descriure la dissipació és dividir el sistema total en dues parts: el sistema quàntic on es produeix la dissipació i l'anomenat entorn o bany al qual fluirà l'energia del primer. La manera com s'acoblen ambdós sistemes depèn dels detalls del model microscòpic i, per tant, de la descripció del bany. Per incloure un flux d'energia irreversible (és a dir, evitar recurrències de Poincaré en què l'energia finalment flueix cap al sistema), requereix que el bany contingui un nombre infinit de graus de llibertat. Tingueu en compte que, en virtut del principi d'universalitat, s'espera que la descripció particular del bany no afecti les característiques essencials del procés dissipatiu, en la mesura que el model conté els ingredients mínims per proporcionar l'efecte.
La manera més senzilla de modelar el bany va ser proposada per Feynman i Vernon en un article fonamental de 1963. En aquesta descripció el bany és una suma d'un nombre infinit d'oscil·ladors harmònics, que en mecànica quàntica representa un conjunt de partícules bosòniques lliures.

### Caldeira–Leggett o model de bany harmònic
L'any 1981, Amir Caldeira i Anthony J. Leggett van proposar un model senzill per estudiar amb detall la manera com sorgeix la dissipació des d'un punt de vista quàntic. Descriu una partícula quàntica en una dimensió acoblada a un bany. L'Hamiltonià diu:
{\displaystyle H={\frac {P^{2}}{2M}}+V(X)+\sum _{i}\left({\frac {p_{i}^{2}}{2m_{i}}}+{\frac {1}{2}}m_{i}\omega _{i}^{2}q_{i}^{2}\right)-X\sum _{i}{C_{i}q_{i}}+X^{2}\sum _{i}{\frac {C_{i}^{2}}{2m_{i}\omega _{i}^{2}}}}

### Sistema dissipatiu de dos nivells
El sistema dissipatiu de dos nivells és una realització particular del model Caldeira-Leggett que mereix una atenció especial pel seu interès en el camp de la computació quàntica. L'objectiu del model és estudiar els efectes de la dissipació en la dinàmica d'una partícula que pot saltar entre dues posicions diferents en lloc d'un grau de llibertat continu. Aquest espai de Hilbert reduït permet descriure el problema en termes de 12 de gir. De vegades es fa referència a això a la literatura com el model del bosó spin, i està estretament relacionat amb el model de Jaynes-Cummings.
L' Hamiltonià per al sistema dissipatiu de dos nivells diu:
{\displaystyle H=\Delta {\frac {\sigma _{x}}{2}}+\sum _{i}\left({\frac {p_{i}^{2}}{2m_{i}}}+{\frac {1}{2}}m_{i}\omega _{i}^{2}q_{i}^{2}\right)+{\frac {\sigma _{z}}{2}}\sum _{i}{C_{i}q_{i}}}
on {\displaystyle \sigma _{x}} i {\displaystyle \sigma _{z}} són les matrius de Pauli i {\displaystyle \Delta } és l'amplitud del salt entre les dues posicions possibles. Tingueu en compte que en aquest model el contraterme ja no és necessari, com l'acoblament a {\displaystyle S_{z}} dóna una dissipació ja homogènia.
El model té moltes aplicacions. En la dissipació quàntica, s'utilitza com a model senzill per estudiar la dinàmica d'una partícula dissipativa confinada en un potencial de doble pou. En el context de la computació quàntica, representa un qubit acoblat a un entorn, que pot produir decoherència. En l'estudi dels sòlids amorfs, proporciona la base de la teoria estàndard per descriure les seves propietats termodinàmiques.
El sistema dissipatiu de dos nivells també representa un paradigma en l'estudi de les transicions de fase quàntica. Per a un valor crític de l'acoblament al bany mostra una transició de fase d'un règim en què la partícula es deslocalitza entre les dues posicions a un altre en què només es localitza en una d'elles. La transició és del tipus Kosterlitz–Thouless, com es pot veure derivant les equacions de flux del grup de renormalització per al terme de salt.

### La dissipació d'energia en el formalisme hamiltonià
Un enfocament diferent per descriure la dissipació d'energia és considerar els hamiltonians dependents del temps. En contra d'un malentès comú, la dinàmica unitària resultant pot descriure la dissipació d'energia, ja que certs graus de llibertat perden energia i d'altres guanyen energia. Tanmateix, l'estat mecànic quàntic del sistema es manté pur, per la qual cosa aquest enfocament no pot descriure el desfasament tret que s'esculli un subsistema i s'analitzi la matriu de densitat reduïda d'aquest sistema quàntic obert. El desfasament condueix a la decoherència quàntica o la dissipació de la informació i sovint és important quan es descriuen sistemes quàntics oberts. Tanmateix, aquest enfocament s'utilitza habitualment, per exemple, en la descripció d'experiments òptics. Allà un pols de llum (descrit per un hamiltonià semiclàssic depenent del temps) pot canviar l'energia del sistema mitjançant l'absorció o emissió estimulada.